# Blackstone River
Der Blackstone River ist ein Fluss in den US-Bundesstaaten Massachusetts und Rhode Island. 
Seine Länge beträgt ungefähr 80 km und er entwässert ein Einzugsgebiet von ungefähr 1400 km². Die langwährende industrielle Nutzung hat sich in der Schadstoffbelastung niedergeschlagen. Der Fluss wurde deshalb 1990 von der United States Environmental Protection Agency als „der in Bezug auf toxische Sedimente am stärksten verschmutzte Fluss des Landes“ beschrieben.

## Geschichte
Der Fluss ist nach William Blackstone (ursprüngliche Schreibweise William Blaxton) benannt, der 1623 Weymouth in Massachusetts erreichte und 1625 erste Siedler des heutigen Bostons wurde. Er zog 1635 nach Rhode Island und baute sein Haus am Fluss, woraus später Cumberland wurde.
1790 eröffnete Samuel Slater die erste erfolgreiche wasserbetriebene Baumwollmühle in Amerika, die durch das Wasser des Blackstone River angetrieben wurde.
1955 richtete eine große Überschwemmung weitreichende Schäden in Woonsocket an.
Die Bezeichnung der einheimischen Bevölkerung war Kittacuck, was so viel wie „großer Gezeiten-Fluss“ bedeutet. Der Fluss wurde 1998 zusammen mit dem südlich gelegenen Woonasquatucket River zu einem American Heritage River ernannt.